# Acianthera wageneriana
Acianthera wageneriana är en orkidéart som först beskrevs av Johann Friedrich Klotzsch, och fick sitt nu gällande namn av Alec M. Pridgeon och Mark W. Chase. Acianthera wageneriana ingår i släktet Acianthera och familjen orkidéer. Inga underarter finns listade i Catalogue of Life.

## Bildgalleri

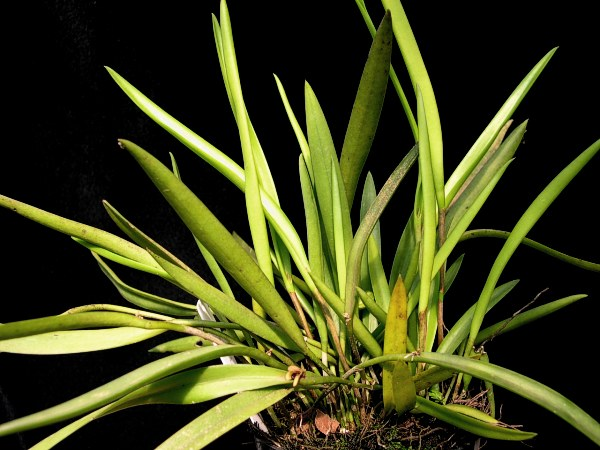
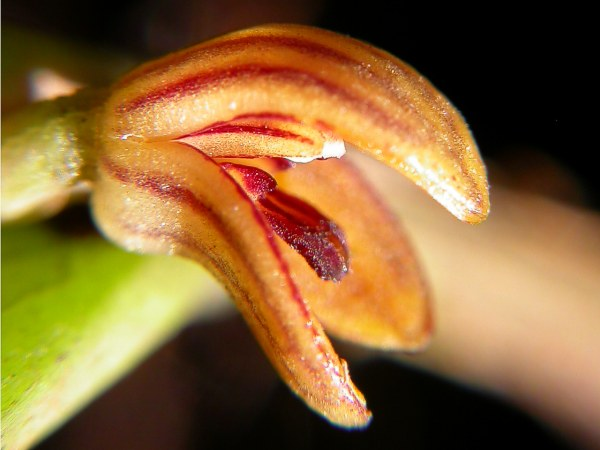
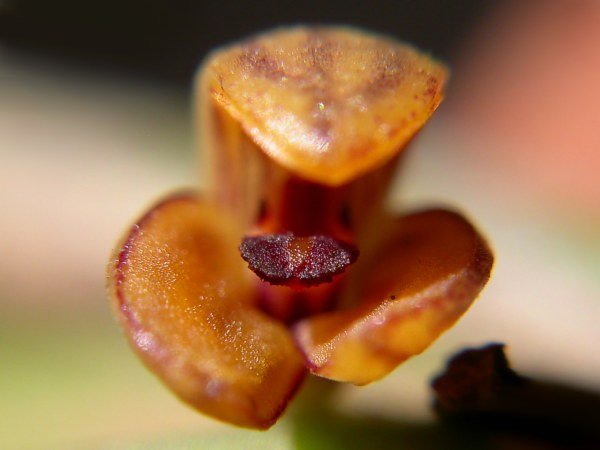
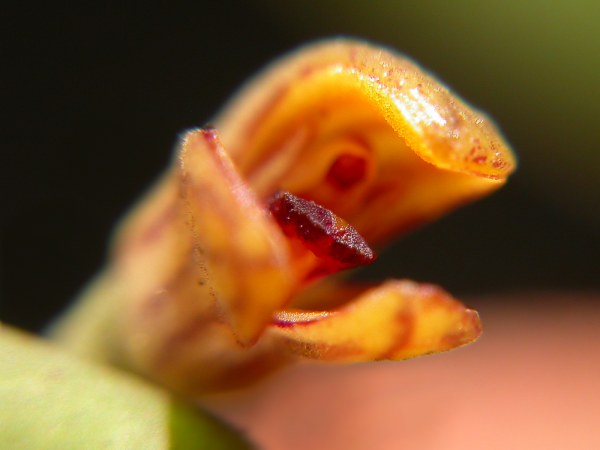
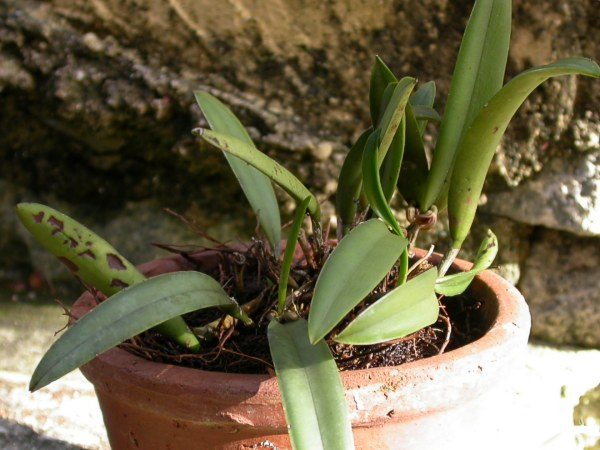
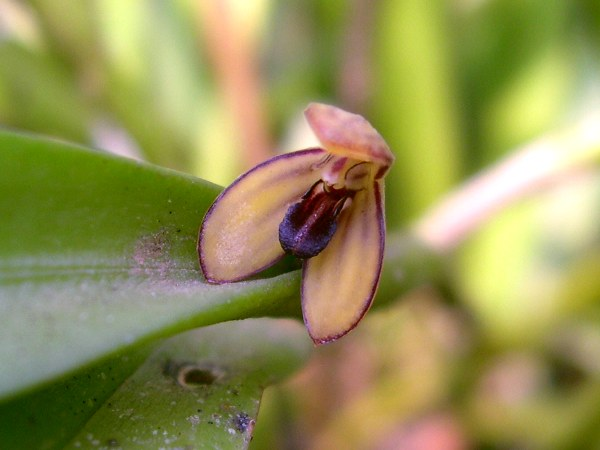